# Ordem espontânea
Ordem espontânea diz respeito ao surgimento espontâneo de ordem no caos aparente; o surgimento de vários tipos de ordem sociais a partir de uma combinação de indivíduos auto-interessados que não estão intencionalmente tentando criar ordem. A evolução da vida na Terra, a linguagem humana, e uma economia de livre-mercado têm sido propostos como exemplos de sistemas que evoluíram através de uma ordem espontânea. Naturalistas muitas vezes apontam para a precisão inerente aos ecossistemas não cultivados e ao próprio universo como exemplos últimos deste fenômeno.[carece de fontes?]
Ordem espontânea também é usada como sinônimo de qualquer comportamento emergente, do qual a ordem espontânea auto-interessada é apenas um exemplo.[carece de fontes?]

## História da teoria
De acordo com Murray Rothbard, Zhuangzi (369 a.C. - 286 a.C.) foi o primeiro a trabalhar a ideia de ordem espontânea, antes de Pierre-Joseph Proudhon e Friedrich Hayek. O taoísta Zhuangzi disse, "Boa ordem resulta espontaneamente quando as coisas são deixadas por si só".[carece de fontes?]
Proudhon disse: "A noção de anarquia na política é tão racional e positiva como qualquer outra. Isso significa que uma vez que as funções industriais assumam funções de política, então as transações comerciais sozinhas produzem a ordem social." A posição de Proudhon era que a liberdade é um pré requisito para que a ordem espontânea ocorra, em vez da liberdade ser o resultado da ordem espontânea. Daí a sua afirmação, "liberdade não é a filha, mas a mãe da ordem."
Os pensadores do Iluminismo escocês foram os primeiros a desenvolver e investigar a sério a ideia do mercado como uma "ordem espontânea" (o "resultado da ação humana, mas não da execução de qualquer projeto humano", como Adam Ferguson pioneiramente escreveu).
A Escola Austríaca de Economia, liderada por Carl Menger, Ludwig von Mises e Friedrich Hayek, viria a refinar o conceito e utilizá-lo como uma peça central no seu pensamento social e econômico. Embora muitos pensadores da Escola Austríaca e outras figuras libertárias como Milton Friedman concordaram com a posição de Proudhon mencionada acima, nem todos adotaram o anarquismo como Murray Rothbard; um bom número de libertários apoiam a existência de um Estado minarquista para manter a liberdade necessária para a ordem espontânea ocorrer.[carece de fontes?]
A Wikipédia, segundo o seu próprio fundador, Jimmy Wales, é um exemplo de ordem espontânea no conceito defendido por Hayek e pela Escola Austríaca.